# Royal Dutch Shell
Royal Dutch Shell plc ali samo Shell je angleško-nizozemska naftno/plinska multinacionalka. Je četrto največje podjetje na svetu po prihodkih in je en izmed "velikih šest" naftnih podjetij. Shell ima po svetu več kot 44000 bencinskih črpalk. Podjetje na dan proizvede okrog 3,1 milijona ekvivalentnih sodčkov nafte. Shell je t. i. vertikalno integrirano podjetje, kar pomeni, da se ukvarja z vsemi koraki: iskanje, pridobivanje, predelovanje in prodaja. 
Podjetje je bilo ustanovljeno februarja 1907, ko sta se združila nizozemski Royal Dutch Petroleum Company in angleški "Shell" Transport and Trading Company Ltd.